# Тозырево
Тозырево — деревня в Мшинском сельском поселении Лужского района Ленинградской области.

## История
Деревня Тозырева упоминается на карте Санкт-Петербургской губернии 1792 года, А. М. Вильбрехта.
В 1797 году деревню Тозырево император Павел I пожаловал фрейлине А. С. Протасовой.
Как деревня Тосерева она обозначена на карте Санкт-Петербургской губернии Ф. Ф. Шуберта 1834 года.

ТОЗЫРЕВО — деревня принадлежит графу Васильчикову, гвардии штабс-ротмистру, число жителей по ревизии: 41 м. п., 54 ж. п. (1838 год)

Как деревня Тосерева она отмечена на карте профессора С. С. Куторги 1852 года.

ТОЗЫРЕВО — деревня князя Васильчикова, по просёлочной дороге, число дворов — 10, число душ — 40 м. п. (1856 год)

ТОЗЫРЕВО (ТОСЕРЕВО) — деревня владельческая при колодце, число дворов — 23, число жителей: 49 м. п., 64 ж. п. (1862 год)

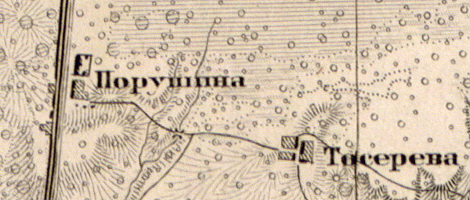
Деревня Тозырево на карте 1863 года

Согласно карте из «Исторического атласа Санкт-Петербургской Губернии» 1863 года деревня называлась Тосерева.
В XIX — начале XX века деревня административно относилась к Рождественской волости 3-го земского участка 2-го стана Царскосельского уезда Санкт-Петербургской губернии.
По данным «Памятной книжки Санкт-Петербургской губернии» за 1905 год деревня называлась Тозырево (Тосерево) и входила в Дивенское сельское общество.
С 1917 по 1922 год деревня Тозырево входила в состав Кузнецовского сельсовета Рождественской волости Детскосельского уезда.
С 1922 года, в составе Дивенского сельсовета.
С 1923 года, в составе Гатчинского уезда.
С августа 1927 года, в составе Островского сельсовета  Гатчинского района.
С ноября 1928 года, в составе Орлинского сельсовета Красногвардейского района. В 1928 году население деревни Тозырево составляло 191 человек.
С января 1930 года, в составе Рождественского сельсовета.
По данным 1933 года деревня Тозырево входила в состав Рождественского сельсовета Красногвардейского района.
C 1 августа 1941 года деревня находилась в оккупации. Деревня была освобождена от немецко-фашистских оккупантов 31 января 1944 года.
С января 1952 года, в составе Дивенского сельсовета Гатчинского района.
В 1958 году население деревни Тозырево составляло 137 человек.
С июля 1959 года, в составе Орлинского сельсовета Гатчинского района.
С мая 1961 года, в составе Рождественского сельсовета Гатчинского района.
По данным 1966, 1973 и 1990 годов деревня Тозырево входила в состав Мшинского сельсовета Лужского района.
По данным 1997 года в деревне Тозырево Мшинской волости проживали 16 человек, в 2002 году — 23 человека (все русские).
В 2007 году в деревне Тозырево Мшинского СП проживали 10 человек.

## География
Деревня расположена в северной части района на автодороге 41К-702 (Большая Дивенка — Тозырево).
Расстояние до административного центра поселения — 35 км.
Расстояние до ближайшей железнодорожной станции Строганово — 3 км.

## Демография
| 1838 | 1862 | 1928 | 1958 | 1997 | 2007 | 2010 |
| ---- | ---- | ---- | ---- | ---- | ---- | ---- |
| 95   | ↗113 | ↗191 | ↘137 | ↘16  | ↘10  | ↗12  |
| 2017 |      |      |      |      |      |      |
| ↘10  |      |      |      |      |      |      |